# دوست‌محمد معیرالممالک
امیر دوستمحمدخان معیرالممالک (۱۲۳۳ خورشیدی – ۱۲۹۱ خورشیدی) از رجال دورهٔ قاجار و داماد ناصرالدین‌شاه بود. اصالت و نسب او از خاندان معیرالممالک بود (از روستای ابرسج شهر بسطام) که منصب وزارت را از دوره صفوی تا دوره قاجار حفظ کرده بودند.

## زندگی
بزرگترین پسر دوستعلی‌خان معیرالممالک نظام‌الدوله و ماه نساء خانم دختر آقا علی اکبر پیشخدمت مازندرانی (پیش‌خدمت فتحعلی‌شاه) بود. او در ده سالگی با عصمت‌الدوله دختر ناصرالدین شاه از تاج‌الدوله (دختر سیف‌الله میرزا پسر فتحعلی شاه) ازدواج کرد. پس از وفات پدر چون رغبتی به کار دولتی نداشت، مشاغل پدری خاندان معیرالممالک، که از زمان شاه سلطان حسین صفوی متصدی ضرابخانه بودند، را نپذیرفت و از این رو ناصرالدین شاه خزانه داری را به امین السلطان و عیارزنی مسکوکات را به امین الضرب واگذار کرد. پس از وفات مادرش بدون اجازه شاه به کربلا رفت و از راه فروش اموال پدری در کربلا مخارج سفر را بدست آورد و از راه مصر راهی اروپا شد. ناصرالدین شاه برای ترغیب معیرالممالک به بازگشت به ایران و دلجویی از او، او را به نمایندگی ایران در مراسم گشایش کانال سوئز برگزید، ولی معیرالممالک بی‌اعتنا به فرمان شاه یکسر به پاریس رفت و تا سه سال بعد و هنگامی که با پادرمیانی همسرش عصمت الدوله مورد عفو شاه قرار نگرفت، به ایران بازنگشت.
معیرالممالک به پرورش قوش علاقه‌مند بود و در غالب شکارها ناصرالدین شاه را همراهی می‌کرد و مظفرالدین شاه به وی علاقه و التفات بخصوص داشت. اقامتگاه زمستانی او، مهرآباد بود و سکونتگاه تابستانی او باغ فردوس. خط نستعلیق و شکسته را به خوبی می‌نوشت و نمونه‌های ارزشمندی از خط خطاطان قدیم ایران گردآورده بود. به نقاشی علاقه داشت و در فن سیاه قلم چیره‌دست بود. در سفر سوم ناصرالدین شاه، ادیسن یک دستگاهِ فونوگراف به شاه هدیه داد. دوستمحمد خان در آن هنگام تنها کسی در ایران بود که طرز کار دستگاه را می‌دانست و فونوگراف را برای شاه به کار می‌انداخت. پس از چندی خود نیز دو دستگاه فونوگراف خریداری کرد و از آن‌جا که با هنرمندان عصر، مراوده و آشنایی داشت، شروع به ضبط آواز و ساز خوانندگان و نوازدگان همعصر خود کرد. او صدای هنرمندان بسیاری از جمله آقا حسینقلی، نایب اسدالله، میرزاحبیب سماع حضور و میرزا محمدصادق سرورالملک را بر روی استوانه‌های فونوگراف ضبط کرد. تعدادی زیادی از استوانه‌های معیرالممالک در سال ۱۳۳۸ توسط ساسان سپنتا بازیابی و ضبط شد. برخی از این نواها، تنها مدارک صوتی به‌جا مانده از آن هنرمندان است. معیرالممالک در باغ معیر، عکاسخانه و نجارخانه‌ای مجهز داشت و میز و قفسه و صندلی‌های کتابخانه‌اش را خود ساخته بود. امین‌السلطان با معیرالممالک دوستی داشت و به‌این سبب امتیاز تلفن را به نام او صادر کرد. اندکی پس از وفات عصمت الدوله در سال ۱۳۲۱ هجری قمری، دوستمحمدخان به بیماری صعب العلاجی مبتلا گشت، به پیشنهاد پزشکان برای درمان به اروپا رفت و برای تأمین مخارج، امتیاز تلفن را فروخت. معالجات اطبای پاریس و لندن سودی نداشت و بیمار به امید بهبودی راهی ادسا شد تا تحت معالجهٔ طبیبی نام‌آور از اهالی آن شهر قرار گیرد. معالجات طبیب بی‌ثمر بود و معیرالممالک در سال ۱۳۳۱ هجری قمری در ادسا درگذشت. جنازهٔ او را برای دفن در امامزاده حمزه (در ضلع شرقی شاه عبدالعظیم) به ایران حمل کردند. معیرالممالک از تنها همسر خود عصمت الدوله صاحب چهار فرزند شد:
1. عصمت‌الملوک معیری، همسر میرزا حسن مستوفی‌الممالک
2. دوستعلی‌خان معیرالممالک
3. فخرالتاج معیری، که در سفر ادسا همراه پدر بود، سال‌ها در اروپا زندگی کرد و بدون فرزند درگذشت
4. دوستمحمدخان اعتصام‌الدوله

## نگارخانه

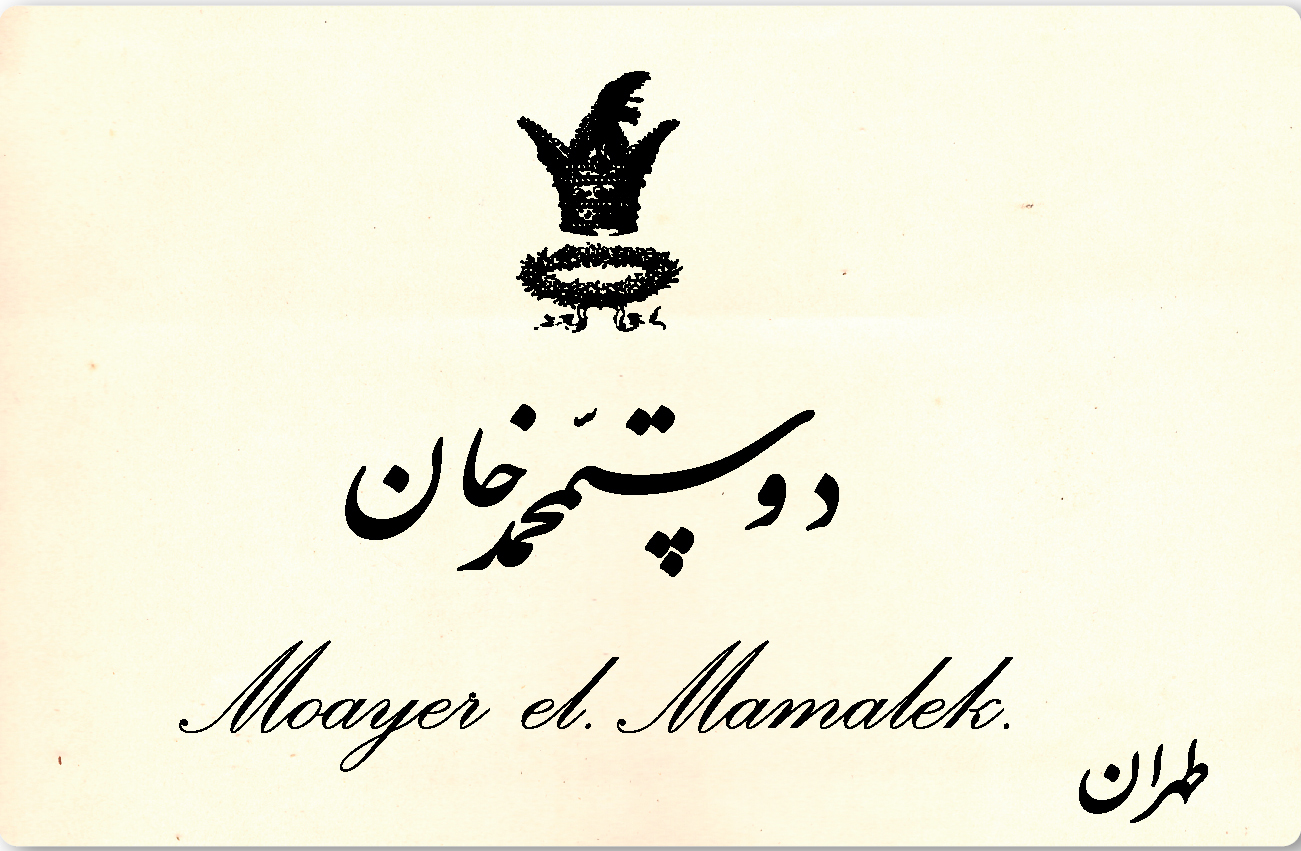
کارت ویزیت دوستمحمد خان معیرالممالک | نام‌نوشتهٔ فارسی اثر میرزا غلام‌رضا اصفهانی
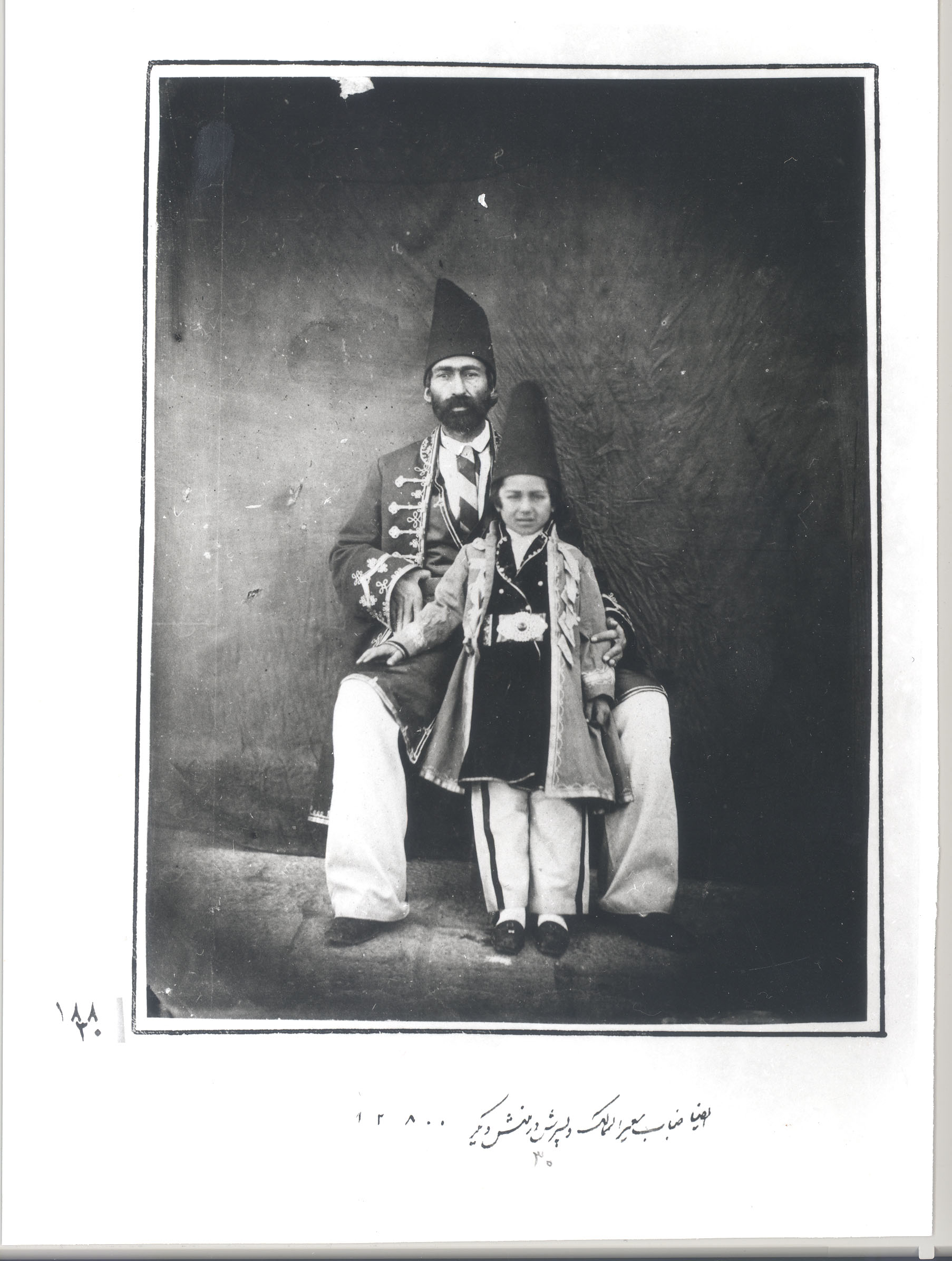
امیردوستمحمد خان در کودکی در کنار پدر خود دوستعلی خان نظام‌الدولهٔ معیرالممالک
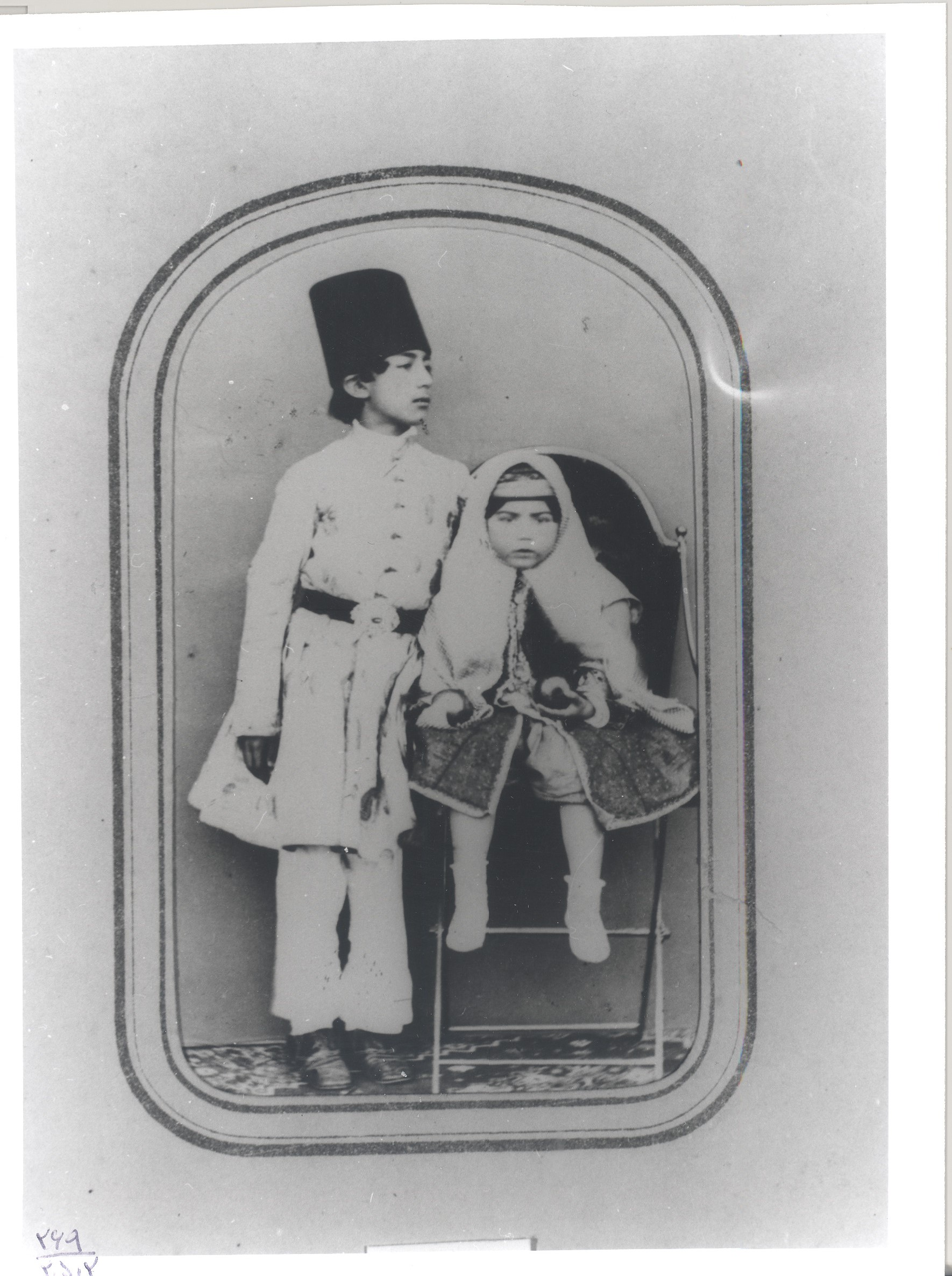
امیردوستمحمد خان در کودکی به همراه خواهر خود
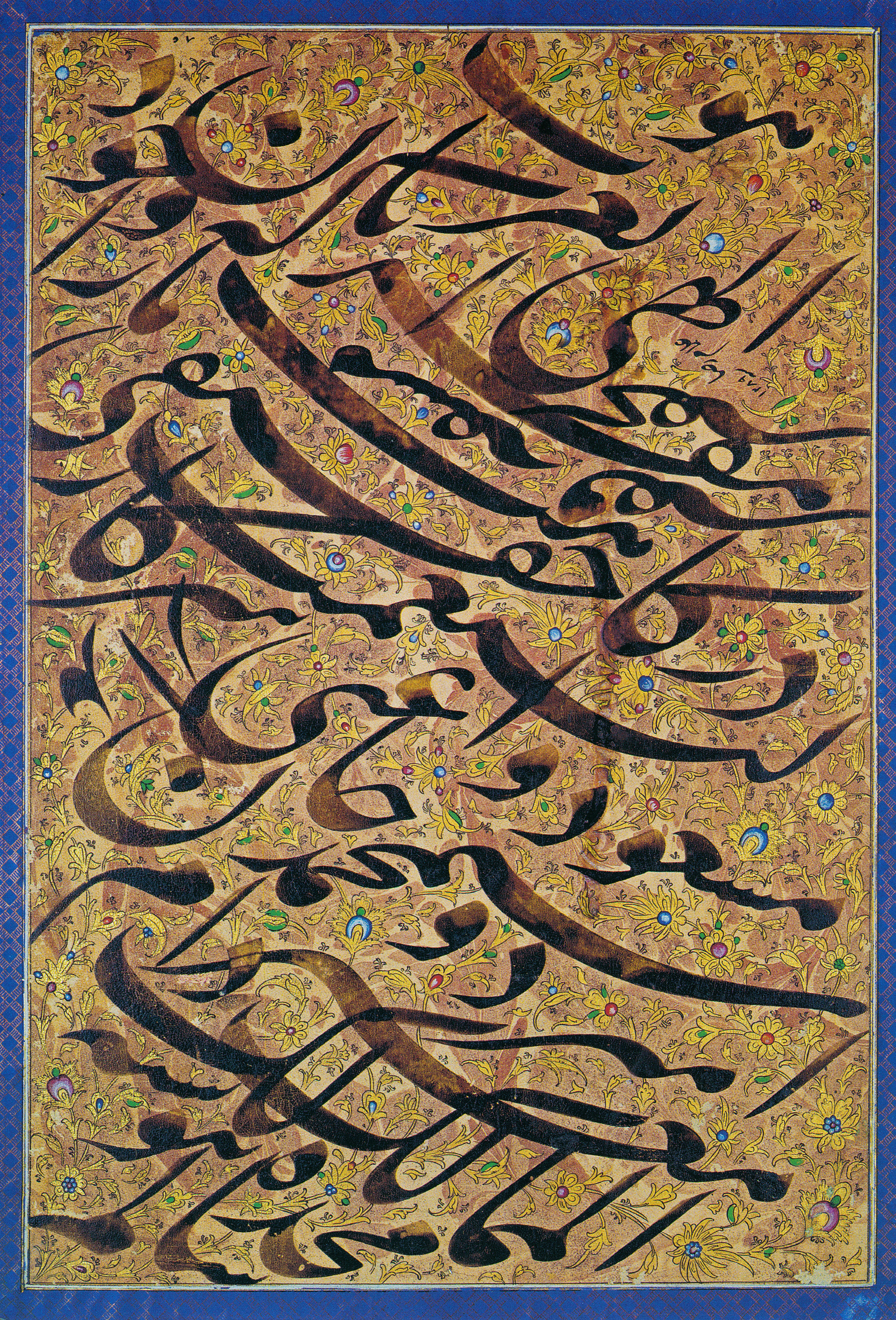
سیاه‌مشق میرزا غلام‌رضا که در ستایش مخدوم خود امیردوستمحمد خان معیرالممالک نوشته شده است.
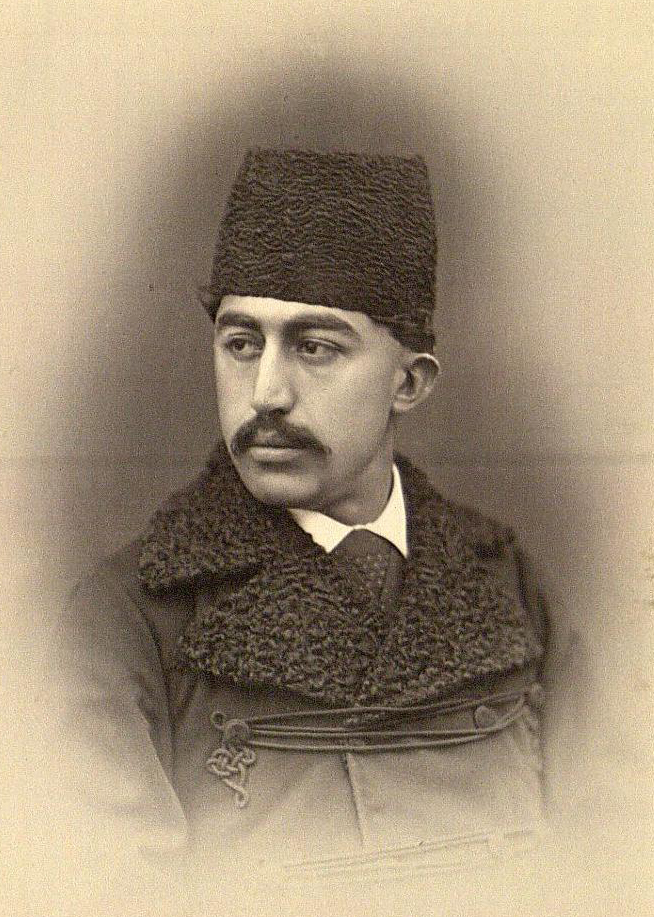
امیردوستمحمد خان در جوانی
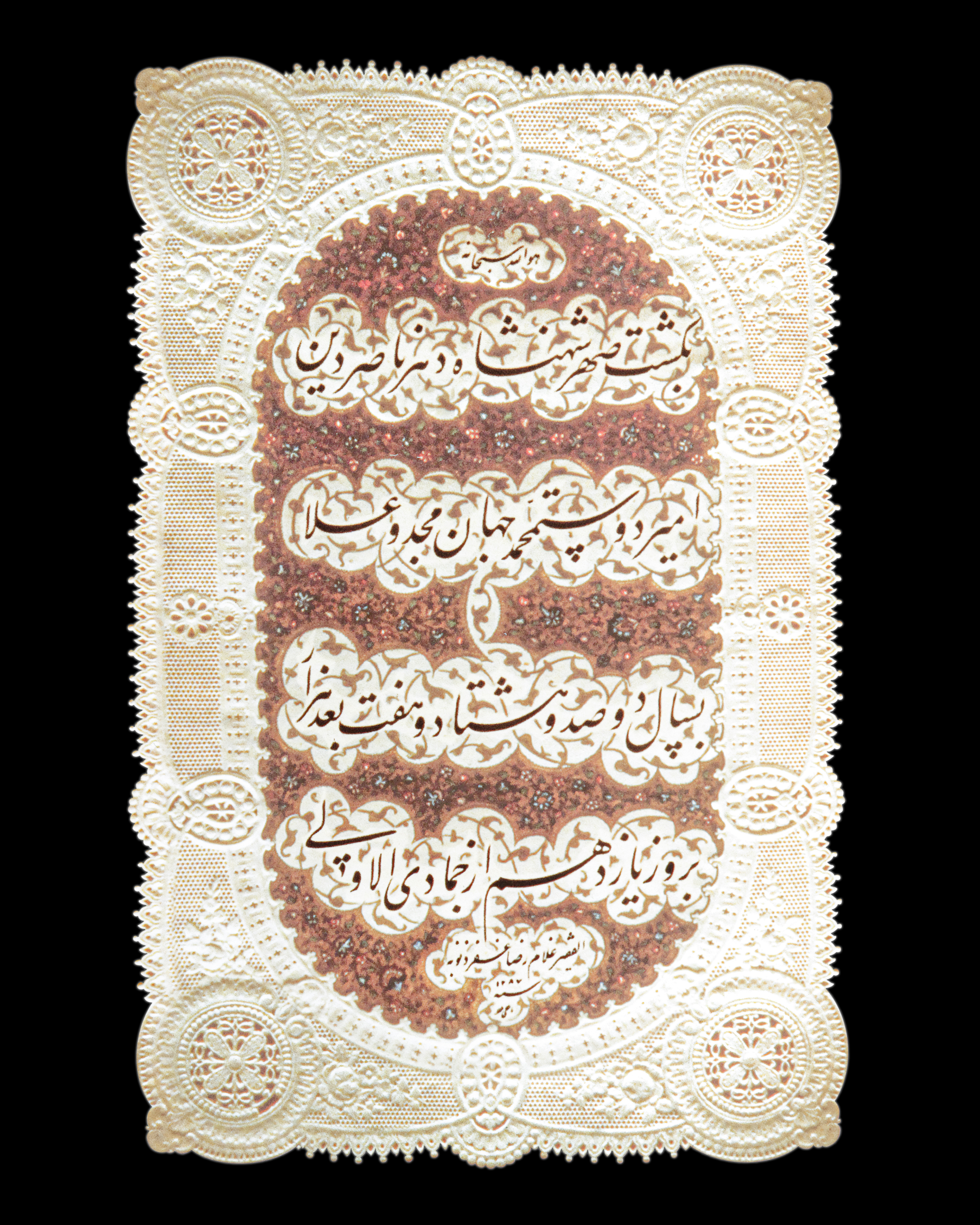
عقدنامهٔ امیردوستمحمد خان معیرالممالک با شهزاد فاطمه خانم عصمت‌الدوله (دختر ناصرالدین شاه قاجار)، ۱۲۸۷ قمری، به خط میرزا غلام‌رضا اصفهانی